# Vía Atlixcáyotl
El Boulevard Atlixcáyotl es un bulevar y autopista situado en el estado mexicano de Puebla. Se trata de la avenida más importante de la Ciudad de Puebla, y una de las principales vías de acceso de la ciudad de San Andrés Cholula y San Bernardino Tlaxcalancingo, ya que atraviesa toda la parte este del municipio hasta conectar con el municipio de Atlixco. Esta autopista tiene una longitud de treinta kilómetros y posee una amplia densidad circulatoria, ya que se une con la autopista Siglo XXI que une las ciudades de Atlixco y Cuernavaca, esta última ya en el estado de Morelos.
Paralelamente, existe la carretera federal a Atlixco, también conocida como Bulevar Atlixco. Es una vía libre que descongestiona el tráfico vehicular del Boulevard Atlixcáyotl. No obstante, esta última muestra crecimientos en su aforo vehicular; creció un 64,10% entre los años 2000 y 2003. El costo de su peaje es de $54.00 pesos mexicanos (enero 2024).
La 438D atraviesa el núcleo de Angelópolis, en el que se encuentran algunos centros comerciales y fraccionamientos así como varios edificios residenciales de lujo. En esta vía también hay gran cantidad de tiendas, restaurantes y un parque metropolitano, que fue inaugurado el 5 de mayo de 2012.